# 郑允端
郑允端（1327年—1356年），字正淑，祖籍浙江鄞县，元朝女词人，是元代女诗人之中存诗最多的一位。

## 生平
郑允端五世祖郑清之为南宋宰相。迁居吴郡（今江苏苏州），遂为苏州人。出生书香世家，父、兄均教授经学，在苏州知名。自幼读书习字，工诗文，后嫁同郡施伯仁。作诗受杜甫影响颇深。
至正十六年（1356年），张士诚攻入平江，郑家因此破败，郑允端同年因病逝世，得年三十岁。郑家宗族私谥“贞懿”。

## 代表作
- 《吴人嫁女辞》
- 《水槛》
- 《听琴》
- 《山水障歌》
- 《四库全书总目提要》中收录有由其丈夫施伯仁整理的遗著《肃雍集》，集首有其叙传[6]